# Fulvio Martini
Fulvio Martini, italijanski admiral in obveščevalec, * 26. februar 1923, † 15. februar 2003.
Med letoma 1984 in 1991 je bil direktor SISMI.